# 红色歌曲
紅色歌曲，有时被简称為红歌，是中国大陆曾经以政治因素定义流行歌曲而产生的称呼，与之相对的是黄色歌曲。红色在政治上象征革命、左派、社会主义及共产主义。由中国共产党主导的中国现行政治体系中，红色歌曲与中国共产党紧密相关，与“优良革命传统的继承与弘扬紧密地联系在一起”。是红色文化的一部分，亦是现行政治体系所褒扬、赞美的对象。
此外，在朝鮮、越南、苏联及东欧社会主义国家的一些类似歌曲也被称作是“红色歌曲”。而蘇聯解體與東歐劇變後，由於共产黨時代的終結，紅色歌曲也隨之衰落，除俄羅斯、塞尔维亚以外的國家已經很少聽到紅色歌曲的公開演唱與發行；而俄國紅色歌曲的演唱場合多半為了紀念衛國戰爭（蘇德戰爭）勝利，俄國亞歷山德羅夫紅旗歌舞團會演唱一些紀念第二次世界大戰的蘇聯軍歌；然而俄國的部分紅色歌曲也隨著蘇聯解體而改變填詞，淡化了歌頌共产黨的色彩，如〈牢不可破的聯盟〉。

## 內容與种类
在当今中国即指与中国共产党及中华人民共和国有关的歌曲，是歌颂中国共产党、歌颂其领袖（比如毛泽东）、歌颂赞美军队（中国工农红军、八路军、新四军、中国人民解放军、中国人民志愿军等）、歌颂中國共產黨执政下的偉大祖國（中華人民共和國）、歌颂其所奉行的意識形態社会主义、歌頌政策改革开放和促進民族團結、歌颂新时代中国特色社会主义等的歌曲。形式和內容有明顯的政治性，其目的在於对政府进行正面宣传（或政府領導人、政黨等），对民眾进行宣传，以激發愛國主義的精神，並進行愛國主義教育，藉此鞏固統治，以及為社会主义政治服務。

## 影响
許多中國大陸人從小對紅歌耳濡目染，尤其是改革開放以前，由于政治环境和艺术作品的相对匮乏，紅歌的廣泛傳唱深遠影響了一代人，用於“抵制资本主义的糜烂风潮”。大批人的思想和認識受到紅歌的影响。
改革开放以来，中國大陸逐漸放開一些文藝管制，隨著港澳台文化同西方文化開始涌入，大量流行歌曲進入中国大陆；且此時中国大陸民眾的文化水平和認知能力逐漸提高，有些人開始對曾經的一些政策和運動產生反思，這对红色歌曲造成了一定的冲击。但由于中国大陆在政治上的长期稳定，反映到歌曲上，要麼不涉政治，要涉政治則必是紅歌。因此，時至如今，中国大陆仍有部分人鍾愛紅歌。官方举办的大型文艺活动，红色歌曲也仍然是必不可少的节目；以至於一些來中國大陸發展的外國歌手，也通過表演紅歌來获得中國大陸一些人的好感和認同。
薄熙来主政重庆市后，在当地大力提倡唱红歌运动，重庆被网友冠以“西红市”的称号。2008年7月7日，重庆当局公布了推荐的红歌曲目，包括“27首革命历史经典歌曲、18首现代经典歌曲”，重庆官方媒体也对唱红歌运动大事渲染，甚至出现了靠红歌挺过化疗的报导。2010年，重庆欲主办“中国红歌会”，引起江西电视台抗议称其严重侵权。自從2012年薄熙來事件爆發後，薄熙來被撤職並被雙規處分，重慶改由張德江主政，重慶的唱紅歌風潮也隨之衰退。

## 部分见诸媒体的红歌歌手
- 才旦卓玛
- 郭兰英
- 董文華
- 宋祖英
- 李雙江
- 彭麗媛
- 韓紅
- 湯燦
- 姚贝娜
- 谭晶
- 雷佳

## 较多出现的红色歌曲
紅色歌曲列表

### 中国大陆
- 东方红
- 大海航行靠舵手
- 歌唱祖国
- 我的祖国
- 我和我的祖国
- 红旗飘飘
- 没有共产党就没有新中国
- 花儿为什么这样红
- 唱支山歌给党听
- 团结就是力量
- 延边人民热爱毛主席
- 天路
- 大海啊，故乡
- 國際歌
- 映山红
- 北京的金山上
- 游击队之歌
- 草原上升起不落的太阳
- 十送红军
- 南泥湾
- 解放軍進行曲
- 三大纪律八项注意
- 春天的故事
- 社會主義好
- 我们走在大路上
- 你是燈塔

### 前苏联
- 神圣的战争
- 喀秋莎

### 朝鲜
- 金日成将军之歌
- 金正日将军之歌
- 除了他我们谁都不认
- 紅旗

### 馬來西亞
馬來亞共產黨
(抗日時期)
(1942-1945)
- 告别马来亚
- 馬來亞頌
- 保衛馬來亞
- 抗日勝利進行曲

第一次馬共叛亂（1948-1960）
- 六二〇槍聲震大地
- 解放軍愛人民
- 解放馬來亞

第二次馬共叛亂(1968-1989)
- Tentera Rakyat Tak Terkalahkan
- Selamat Hari Wanita Pekerja Antarabangsa 8 Mac
- Kami Tentera Pembebasan Nasional
- Pahlawan Kesatria Islam
- Pemuda Pelajar Revolusioner
- Kami Tentera Pembebasan Nasional
- Inang Berlenggang
- Lagu Perang Tani
- 節日的問號
- 我愛您金星紅旗
- 我愛森林我愛槍
- 马来亚泰国青山绿水相倚相连
- 我爱您金星红旗（注：金星红旗是指马来亚民族解放军的军旗，并非越南国旗）

### 东马来西亚地区
北加里曼丹共產黨
- 高舉武裝革命旗幟